# Batalha de Fontenay-en-Puisaye

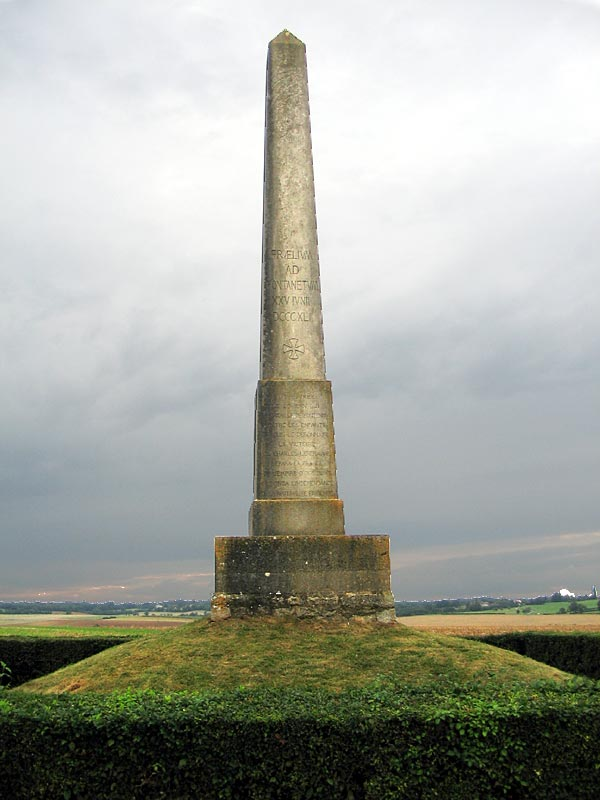
Obelisco comemorativo da Batalha de Fontenoy.

A Guerra Civil Carolíngia de três anos culminou na decisiva Batalha de Fontenoy, também chamada de Batalha de Fontenoy-en-Puisaye,  travada em Fontenoy, perto de Auxerre, em 25 de junho de 841. A guerra foi travada para decidir as heranças territoriais dos netos de Carlos Magno — a divisão do Império Carolíngio entre os três filhos sobreviventes de Luís, o Piedoso. Apesar das provisões de Louis para a sucessão, a guerra estourou entre seus filhos e sobrinhos. A batalha foi descrita como uma grande derrota para as forças aliadas de Lotário I da Itália e Pepino II da Aquitânia, e uma vitória para Carlos, o Calvo e Luís, o Alemão. As hostilidades se arrastaram por mais dois anos até o Tratado de Verdun, que teve grande influência na história europeia subsequente.
Embora se saiba que a batalha foi grande, ela não foi bem documentada. Acredita-se que muitas fontes históricas tenham sido destruídas após a guerra, deixando registros escassos para conjeturar o número de combatentes e baixas.